# Торно (Фрозиноне)
Торно је насеље у Италији у округу Фрозиноне, региону Лацио.
Према процени из 2011. у насељу је живело 16 становника. Насеље се налази на надморској висини од 409 м.